# کوکسهیت (آلاباما)
کوکسهیت (به انگلیسی: Coxheath) یک منطقهٔ مسکونی در ایالات متحده آمریکا است که در شهرستان مرنگو، آلاباما واقع شده‌است. کوکسهیت ۴۶٫۰۳ متر بالاتر از سطح دریا واقع شده‌است.